# Biserica „Sfântul Arhanghel Mihail” din Bușila
Biserica „Sf. Arhanghel Mihail” este o biserică amplasată în Bușila, raionul Ungheni, Republica Moldova. Este un monument arhitectural de importanță națională inclus în Registrul monumentelor Republicii Moldova ocrotite de stat cu nr. 1599 (raionul Ungheni). Datează din 1828.